# Mantio
Mantio (in greco antico Μάντιος Màntios) è un personaggio della mitologia greca, figlio di Melampo ed Ifinassa e padre di Clito e Polipeide. 

Omero cita anche Oicle tra i suoi figli mentre Pausania lo indica come nipote.

## Mitologia
Clito fu rapita per la sua bellezza da Eos e Polipeide continuò la tradizione della famiglia dei Melampidi e divenne un veggente. Dopo essere caduto con Mantio, lasciò Argo e si trasferì in Iperesia, dove guidò un oracolo di Apollo.